# GSTV
株式会社GSTV（ジーエスティーブイ）は、宝石専門のテレビショッピングチャンネル「ジュエリー☆GSTV」を運営する日本の企業。

## 概要
ジュエリー専門のテレビショッピングチャンネルとしては日本で唯一のサービス（2020年現在）。
GSTVは、世界中からジュエリーの原石を輸入し、商品企画から製造までを自社工場で製造し、販売している。チェーンなど一部商品はメーカーから卸し販売している。

## 販売方法
テレビショッピングや、WEBにて購入ができ、受注生産商品がメインとなっている。
また、全国のショールームでも商品の販売やアフターサービスを実施している。
- 札幌 - 札幌ショールーム[2]
- 東京 - GSTV天王洲ショールーム[3]、GSTV新宿ショールーム、GSTV銀座サロン[4]
- 神奈川 - GSTV横浜元町ショールーム
- 愛知 - GSTV名古屋ショールーム
- 大阪 - GSTV心斎橋ショールーム
- 兵庫 - GSTV神戸元町ショールーム
- 福岡 - GSTV福岡ショールーム

これ以外にもGSTV1日出張セールやGSTVお客様感謝セールなどの名称で、店舗を休業し、展示即売会を実施している。

## 沿革
- 2006年9月　日本法人ジェムスロンドン株式会社設立。
- 2007年11月11日　スカイパーフェクTV!Ch.SD243「ジュエリーショッピング★Gems TV」放送開始。
- 2010年7月　チャンネル名を「ジュエリー☆Gem Shopping TV」に変更。
- 2010年12月　スカパー!光（現・スカパー!プレミアムサービス光）にて放送開始。
- 2012年4月　J:COM、JCN、CNCI 全局 放送開始。
- 2013年4月　宝飾品の製造販売を行う株式会社イマックビーシーとテレビショッピングにて宝飾品を販売するジェムスロンドンが合併。株式会社イマックビーシーを存続会社とし、宝石の製造、販売、修理を一貫して行う。
- 2015年1月　本社を有明に移転し、株式会社GSTVへ会社名を変更。
- 2015年5月　BS-TBSにて「麗しの宝石物語」放送開始。
- 2016年4月　BS-TBSにて「麗しの宝石ショッピング」放送開始。
- 2016年4月　多久ケーブルメディア放送開始。
- 2016年4月　テレビ九州放送開始。
- 2016年9月　GSTV宝石学研究所開設。
- 2016年12月1日　スカパー!プレミアムサービスの衛星一般放送事業者がスカパー・ブロードキャスティングからスカパー・エンターテイメントに変更。
- 2020年4月　BSフジにて「ジュエリーライフ11」放送開始。
- 2020年10月　BSフジにて「ジュエリーナイト11」放送開始。
- 2022年3月　本社を東京都品川区東品川に移転。
- 2022年4月　BSフジにて「ジュエリーライフNEXT」放送開始。
- 2023年10月　BS-TBSにて「麗しの宝石ショッピング Connect」放送開始。
- 2024年1月　BS日テレにて「ジェムサローネ5」放送開始。

## 放送時間
毎日 9時～26時（翌日午前2時） 生放送
- 2024年9月までは8時から生放送を行っていた。
- スカパー!プレミアムサービス[5]や一部のケーブルテレビ[6]のほか、公式ホームページ[7]でも無料で視聴できる。
- これ以外の時間帯はメンテナンスを除いて停波せず、リピート放送を放送。（メンテナンス中は製作の現場・バイヤー訪問などの番組をやっている場合があり）
- 2024年8月23日未明2時〜7時59分までプレミアムオールナイトスペシャルとして生放送を実施(後述するBS-TBSのサブチャンネルでも放送)。2025年1月25日未明2時〜7時59分にもプレミアムオールナイトスペシャルを生放送する。

### BSでの放送
サブチャンネルで放送する場合、番組開始前にサブチャンネルへの切替方法告知（メインチャンネル視聴中にリモコンの赤ボタンを押す）コマーシャルを放送している（BSフジの隔週月曜22時台を除く）。
- BS-TBS[8]
  - 麗しの宝石ショッピング
    - メインチャンネル（161ch）及び4Kにて毎日0時から2時間[注釈 1]、月曜日～金曜日は9時から1時間、土曜日は10時から1時間、日曜日は9時から1時間（かつては2時間放送の場合もあった）放送。

  - 麗しの宝石ショッピング Connect
    - サブチャンネル（162ch・16:9標準画質放送）にて日曜日～金曜日は10時から3時間、土曜日は11時から2時間放送[注釈 2]。

  - JNN報道特別番組を0:30に飛び降りた場合など、未明帯の放送時間を繰り下げることが（場合によっては短縮することも）ある。この時は飛び乗りする場合があり、飛び乗り時にはキャストからコメントが入る[注釈 3]。
- BSフジ[9]
  - ジュエリーナイト11
    - メインチャンネル（181ch[注釈 4]）にて23時から1時間（毎日）放送。2024年10月以降、BSフジで放送される唯一の枠となった。

  - ジュエリーライフ11
    - メインチャンネル（181ch[注釈 5]）にて11時から1時間（月曜日～金曜日）放送。2024年9月終了。

  - ジュエリーライフNEXT
    - サブチャンネル（182ch・16:9標準画質放送）にて12時から2時間（月曜日～金曜日）と22時から1時間（毎日）放送。2024年9月終了。
- BS日テレ
  - ジェムサローネ5!
    - サブチャンネル（142ch・16:9標準画質放送）にて月曜日～金曜日の17時から1時間放送。2024年1月から3月まで。

## 提供番組
- 麗しの宝石物語 （BS-TBS 2015年5月2日 - 2019年3月30日）

## 出演メンバー

### GSTVのMC
MCとは番組進行役（司会者）のこと。
- 石岡麻奈美[10]
- 大谷衣里奈[11]
- 大松彰[12]
- 川野美津子[13]
- 桜野友佳[14]
- 田代真弓[15]
- 辻直樹[16]
- 松本真依[17]
- 茂木歩[18]
- 優[19]

過去に在籍していたMC
- マイクハン
- YUMA
- 甲斐真里
- 水嶋千詠
- 森山一葉
- 山田典子
- 池田智子[20]
- 伊澤美恵子[21]
- 西井里佳
- 布施あゆみ[22]
- 白井佐奈[23]
- MEG[24]
- 池村祐美
- 有村昆
- 児玉彩
- 小川千鶴子
- 荒生沙緒利
- 村上由美
- 岸和枝
- 猪野又紀子
- 石井珠代
- 勝木弘行
- 伊佐美紀[25]
- 石橋茜[26]
- 小川よしの[27]
- 森山このみ[28]

### GSTVコメンテーター
- 大久保洋子（FGAジェムストーン評論家）モデルの大久保洋子は別人
- 小俣友里（ジュエリーコーディネーター1級）
- 目黒佐枝（GIA.G.G. GSTVハイジュエリーエキスパート）
- 濱野恵（ジュエリーコーディネーター1級）
- 夏井和広（大手宝石店 伝説のカリスマ店長）
- 渕野泉（FGA、DGAジュエリーアドバイザー）
- 齋藤航（GSTV商品企画マネージャー）
- 大河原幸一（GSTV横浜元町ショールーム、銀座サロン店長）
- 戸部望（GSTV心斎橋ショールーム店長）
- やまやちほ（開局から初代プロデューサーとして活躍）
- グレッグ・アーウィン

### エキスパート
- 大口竜仁（チェーン エキスパート）
- 赤崎堅一郎（鍛造リング専門 製造メーカー）
- 三浦友幸（㈱ピアリング営業部長）
- カピル・ミタル（カラーストーン プロフェッショナル）
- ディレン・ガンディ（ダイヤモンドバイヤー）
- 古屋聡（FGA カラーストーンプロフェッショナル）
- 高井清史（セールスエキスパート）
- 清水雅弘（ジェムハンター）
- 菊池康雄（イタリアンジュエリー プロフェッショナル）
- 菊池岳史（チェーン エキスパート）
- 小田切秀弘（ビーズネックレス エキスパート）
- 淺川昌彦（ジュエリースペシャリスト）
- 沼田正美（チェーン プロフェッショナル）
- 谷中恵子（チェーンアドバイザー）
- 吉倉太（チェーンアドバイザー）
- 塗野聖一（パールマスター）
- 宮下賢一（パール エキスパート）
- 平野生馬（パールアドバイザー GIA G.G.）

### GSTVモデル
- 久本直美
- 立花サキ
- ほか